# Parc Matisse

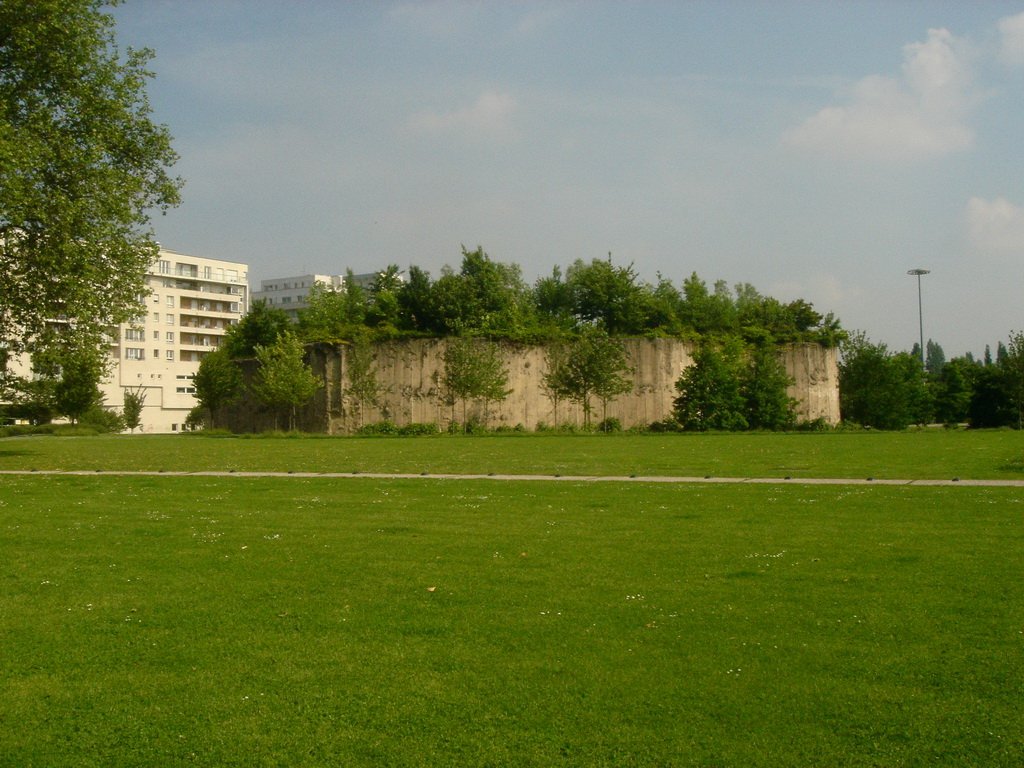
Het Parc Matisse met het Île Derborence

Het Parc Matisse is een openbaar stadspark in de Rijselse wijk Euralille, gelegen naast het station Lille-Europe. Het park werd aangelegd tussen 1996 en 2003 naar een ontwerp van Gilles Clément, die ook de Jardins de l'Arche bij La Défense in Parijs ontwierp. Het park werd genoemd naar de Franse kunstschilder Henri Matisse.
Opvallend in het park is het Île Derborence, een kunstmatige inselberg van zeven meter hoog en ongeveer een hectare groot. Het "eiland" werd gebouwd uit beton en grond afkomstig van de bouw van het station Lille-Europe. Aanvankelijk wilde Clément er de natuur haar gang laten gaan, maar later werden er toch bomen en struiken aangeplant. Het "eiland" is niet toegankelijk voor het publiek.